# 东西伯利亚

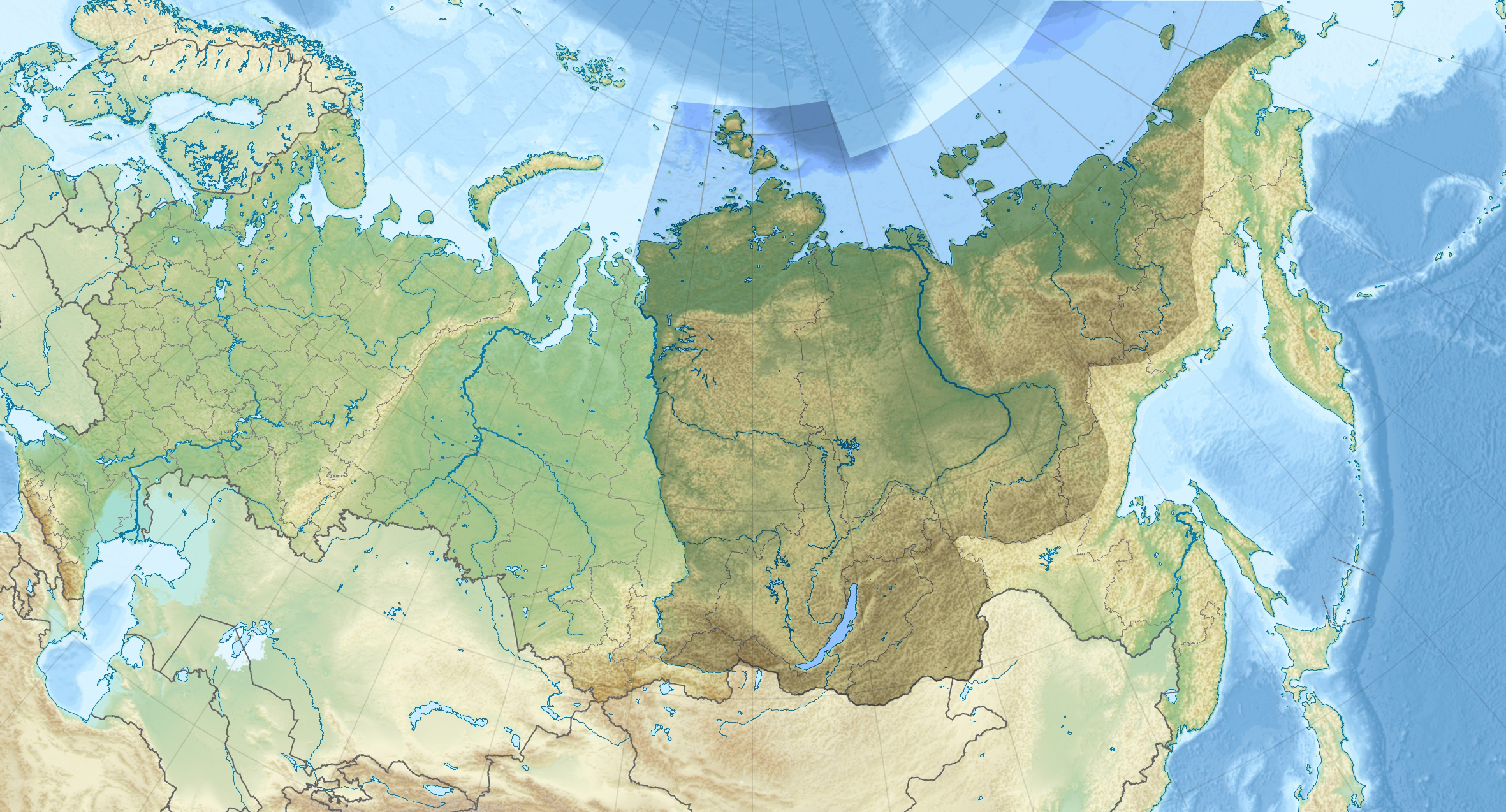
东西伯利亚

东西伯利亚是西伯利亚的一部分，西起位於亞洲俄羅斯的叶尼塞河，東至太平洋沿岸的分水嶺。涵蓋俄羅斯的东西伯利亚经济地区與大部分的远东经济地区。

## 地理
面积720万平方公里，大部分被中西伯利亚高原（由北部的低地冻原到南部与东部的西萨彦岭与东萨彦岭、外贝加尔山脉、杨娜-科累姆边疆）的原始森林覆盖。该区域流淌着俄罗斯最大的两条河-叶尼塞河、勒拿河。